# Нік Андерсон
Нелісон «Нік» Андерсон (англ. Nelison “Nick” Anderson; нар. 20 січня 1968, Чикаго, Іллінойс, США) — американський професіональний баскетболіст, що грав на позиціях легкого форварда і атакувального захисника за декілька команд НБА.

## Ігрова кар'єра
На університетському рівні грав за команду Іллінойс (1987—1989). 1989 року допоміг команді дійти до Фіналу чотирьох турніру NCAA. Партнерами Андерсона в команді були майбутні гравці НБА — Кендалл Гілл, Стівен Бардо, Кенні Беттл та Маркус Ліберті.
Того ж року був обраний у першому раунді драфту НБА під загальним 11-м номером командою «Орландо Меджик». Професійну кар'єру розпочав 1989 року виступами за тих же «Орландо Меджик», захищав кольори команди з Орландо протягом наступних 10 сезонів. Оскільки в рік драфту Андерсона «Орландо» була командою розширення НБА, то він став першим задрафтованим гравцем клубу в його історії. Оскільки команда була молода, то кілька перших сезонів закінчувала з однією з найгірших статистик в лізі, що дозволяло їй високо обирати на наступних драфтах. Так 1990 року було обрано Деніса Скотта, 1992 року — Шакіла О'Ніла, а 1993 — Кріса Веббера, якого було обміняно на Пенні Гардевея. У перших сезонах Андерсон був першою атакувальною опцією команди. Однак з кожним роком рівень таланту в команді ріс і відповідно його роль падала. 23 квітня 1993 року Андерсон провів найрезультативніший матч у кар'єрі, набравши 50 очок проти «Нью-Джерсі Нетс». У сезоні 1994—1995 був лідером команди за кількістю забитих триочкових кидків, влучивши 179 разів. Допоміг команді стати першою сіяною в Східній конференції та дійти до фіналу НБА. Там «Орландо» зустрівся з діючим чемпіоном «Х'юстон Рокетс» та поступився в чотирьох матчах. Сам Андерсон запам'ятався у фінальній серії кількома важливими промахами з лінії штрафних кидків.
У наступному сезоні дійшов з командою до фіналу Східної конференції, де «Орландо» поступився «Чикаго Буллз». З кожним наступним роком статистика Андерсона поступово погіршувалася, а через проблеми з виконанням штрафних кидків, його почали замінювати на вирішальні хвилини матчів. Втім він залишив клуб як його найкращий бомбардир в історії.
З 1999 по 2001 рік також грав у складі «Сакраменто Кінґс».
Останньою ж командою в кар'єрі гравця стала «Мемфіс Ґріззліс», до складу якої він приєднався 2001 року і за яку відіграв один сезон.

## Статистика виступів в НБА

### Регулярний сезон
| Сезон             | Команда            | GP  | GS  | MPG  | FG%  | 3P%  | FT%  | RPG | APG | SPG | BPG | PPG  |
| ----------------- | ------------------ | --- | --- | ---- | ---- | ---- | ---- | --- | --- | --- | --- | ---- |
| 1989–90           | «Орландо Меджик»   | 81  | 9   | 22.0 | .494 | .059 | .705 | 3.9 | 1.5 | 0.9 | 0.4 | 11.5 |
| 1990–91           | «Орландо Меджик»   | 70  | 42  | 28.2 | .467 | .293 | .668 | 5.5 | 1.5 | 1.1 | 0.6 | 14.1 |
| 1991–92           | «Орландо Меджик»   | 60  | 59  | 36.7 | .463 | .353 | .667 | 6.4 | 2.7 | 1.6 | 0.6 | 19.9 |
| 1992–93           | «Орландо Меджик»   | 79  | 76  | 37.0 | .449 | .353 | .741 | 6.0 | 3.4 | 1.6 | 0.7 | 19.9 |
| 1993–94           | «Орландо Меджик»   | 81  | 81  | 34.7 | .478 | .322 | .672 | 5.9 | 3.6 | 1.7 | 0.4 | 15.8 |
| 1994–95           | «Орландо Меджик»   | 76  | 76  | 34.1 | .476 | .415 | .704 | 4.4 | 4.1 | 1.6 | 0.3 | 15.8 |
| 1995–96           | «Орландо Меджик»   | 77  | 77  | 35.3 | .442 | .391 | .692 | 5.4 | 3.6 | 1.6 | 0.6 | 14.7 |
| 1996–97           | «Орландо Меджик»   | 63  | 61  | 34.3 | .397 | .353 | .404 | 4.8 | 2.9 | 1.9 | 0.5 | 12.0 |
| 1997–98           | «Орландо Меджик»   | 58  | 44  | 29.3 | .455 | .360 | .638 | 5.1 | 2.1 | 1.2 | 0.4 | 15.3 |
| 1998–99           | «Орландо Меджик»   | 47  | 39  | 33.6 | .395 | .347 | .611 | 5.9 | 1.9 | 1.4 | 0.3 | 14.9 |
| 1999–00           | «Сакраменто Кінґс» | 72  | 72  | 29.1 | .391 | .332 | .487 | 4.7 | 1.7 | 1.3 | 0.2 | 10.8 |
| 2000–01           | «Сакраменто Кінґс» | 21  | 0   | 8.0  | .246 | .256 | –    | 1.2 | 0.6 | 0.5 | 0.2 | 1.8  |
| 2001–02           | «Мемфіс Ґріззліс»  | 15  | 0   | 14.6 | .276 | .271 | .556 | 2.2 | 0.9 | 0.4 | 0.4 | 4.0  |
| Усього за кар'єру | Усього за кар'єру  | 800 | 636 | 31.2 | .446 | .356 | .667 | 5.1 | 2.6 | 1.4 | 0.5 | 14.4 |

### Плей-оф
| Сезон             | Команда            | GP | GS | MPG  | FG%  | 3P%  | FT%  | RPG | APG | SPG | BPG | PPG  |
| ----------------- | ------------------ | -- | -- | ---- | ---- | ---- | ---- | --- | --- | --- | --- | ---- |
| 1994              | «Орландо Меджик»   | 3  | 3  | 40.0 | .382 | .400 | .750 | 3.3 | 3.3 | 1.7 | 0.7 | 14.3 |
| 1995              | «Орландо Меджик»   | 21 | 21 | 38.8 | .448 | .383 | .683 | 4.8 | 3.1 | 1.6 | 0.5 | 14.2 |
| 1996              | «Орландо Меджик»   | 11 | 11 | 38.0 | .433 | .286 | .622 | 5.0 | 1.9 | 1.9 | 0.5 | 14.2 |
| 1997              | «Орландо Меджик»   | 5  | 5  | 26.0 | .333 | .267 | .000 | 5.8 | 0.6 | 0.6 | 1.8 | 5.6  |
| 1999              | «Орландо Меджик»   | 4  | 4  | 38.0 | .367 | .262 | .737 | 6.8 | 2.3 | 2.3 | 0.0 | 20.8 |
| 2000              | «Сакраменто Кінґс» | 5  | 5  | 26.4 | .324 | .350 | .875 | 3.4 | 0.4 | 0.2 | 0.6 | 7.2  |
| Усього за кар'єру | Усього за кар'єру  | 49 | 49 | 36.0 | .413 | .333 | .678 | 4.9 | 2.2 | 1.5 | 0.6 | 13.1 |